# 原金梭魚
原金梭魚屬（學名：Protosphyraena），也叫原魣属，是外型像劍旗魚的一群已滅絕魚類，分布範圍可能遍佈上白堊紀時期的全球海域，其化石在歐洲及亞洲都有發現，但最著名的發現地點是在美國尼奧布拉拉組（Niobrara Formation）的斯莫基山段（Smoky Hill Member）。原金梭魚的體型很大，全長 2 至 3 米。它們與當時許多的水生爬蟲類，如滄龍科及蛇頸龍亞目等動物都一起生活在白堊紀的海洋。其學名的意思是「原始的金梭魚」，分別由希臘文「早期的」pró̱tos/[πρώτος] 错误：{{Lang}}：语言代码：gre 无法识别（帮助） 及金梭魚的屬名 sphyraena 組合而成，當時古生物學家將其誤認為是金梭魚的祖先。近期的研究顯示它們與真正的劍旗魚並非近親，而是屬於今已滅絕的厚莖魚科。

## 歷史及分類

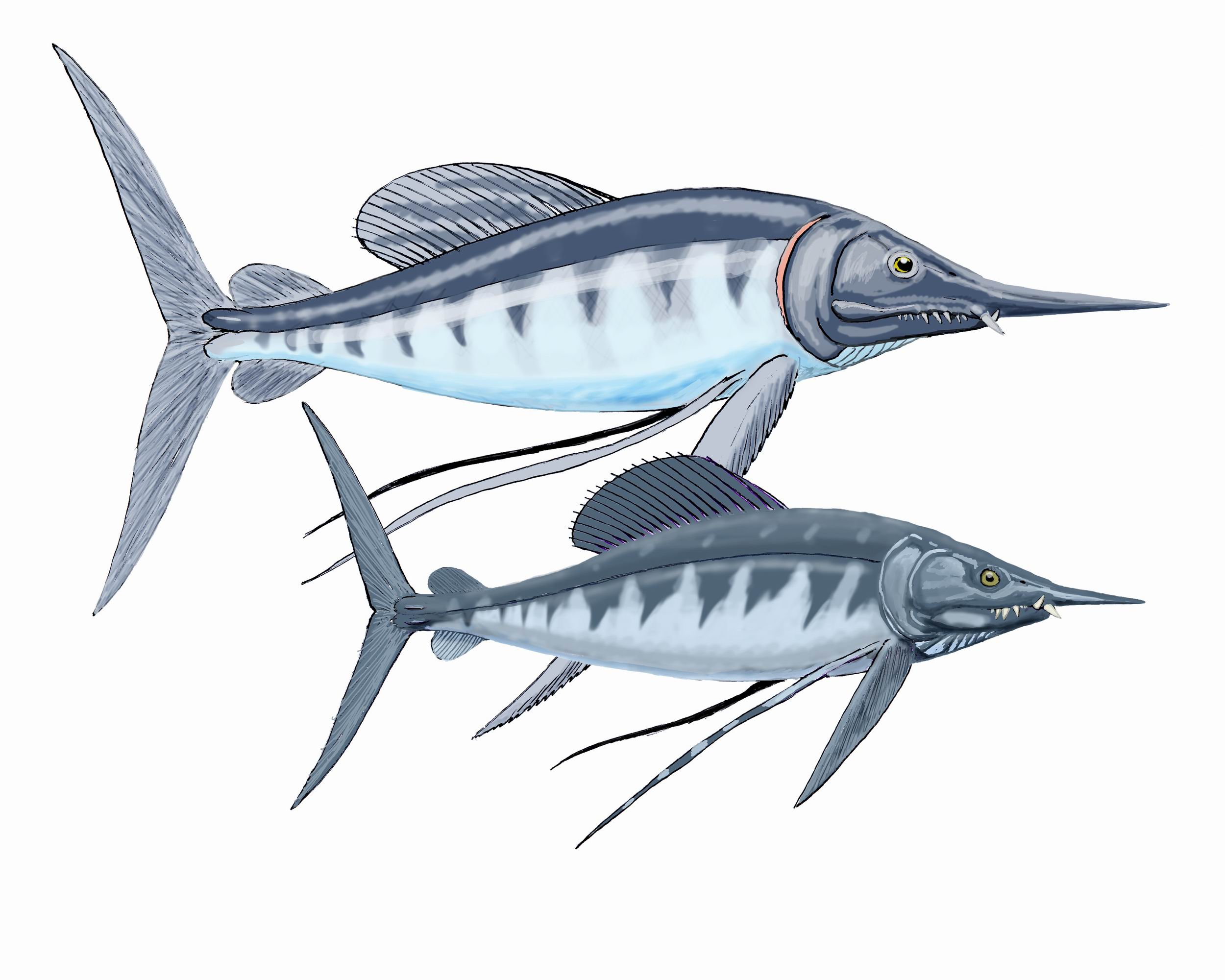
恶毒原金梭鱼（P. perniciosa，图中較大者）與闪耀原金梭鱼（P. nitida，图中較小者）

原金梭魚的分類歷史十分混亂。吉迪恩·曼特爾最初於1822年在英格蘭發現了它們的胸脊化石。約瑟夫·萊迪於1857年就將之命名為Protosphyraena ferox。不過，萊迪自己就於較早前發表了誤會屬於恐龍的原金梭魚牙齒。於1870年代，愛德華·德林克·科普就命名了三個物種：Erisichte nitida、"Portheus" gladius及"Pelecopterus" pernicciosus，但其實都是屬於原金梭魚的。1895年及1903年之間，美國及英格蘭的古生物學家不斷覆檢此屬，令對之有更多的認識。
現時已知有四個原金梭魚的物種：闪耀原金梭鱼（P. nitida）、恶毒原金梭鱼（P. perniciosa）、P. gladius及P. bentonianum。前三者是於肯薩斯州的尼奧布拉拉白堊層發現，最後者則是在Greenhorn組發現。最古老的原金梭魚遺骸則是在達科他沙巖（Dakota Sandstone）發現。

## 特徵

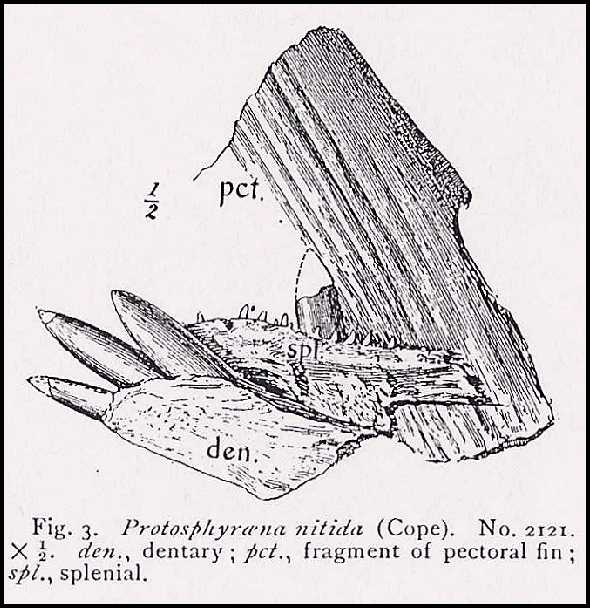
P. nitida 的夾骨及胸鰭化石

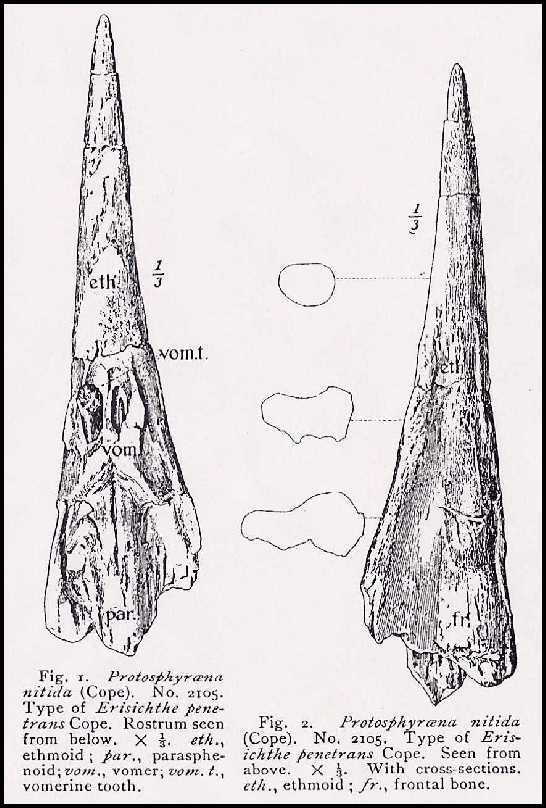
P. nitida 的喙部化石

原金梭魚的整體身形就像現今的旗魚，但其吻突較短，成年的有像刀的牙齒。原金梭魚的完整骨骼相對較為稀少，在尼奧布拉拉白堊層、阿拉巴馬州的Mooreville白堊層及其他地層就有很多原梭魚的碎片標本，當中包括很多分離的牙齒、喙部及胸鰭。很多時都會發現分離的頭顱骨部份及顱後骨骼。這顯示原金梭魚較難成骨，在被埋葬及化石化前很易被食腐動物撕碎或腐化。

## 外部連結
- Protosphyraena: A Late Cretaceous "Swordfish" （页面存档备份，存于） at the Oceans of Kansas website. Includes detailed taxonomic history, life restorations, bibliography, many photos of fossil remains.
- The most complete skeleton of Protosphyraena pernicosa yet found （页面存档备份，存于）, on display at the Rocky Mountain Dinosaur Resource Center.